# Joe Flaherty
Joseph "Joe" O'Flaherty, född 21 juni 1941, död 1 april 2024, var en amerikansk skådespelare.